# Jordi Bayona i Url
Jordi Bayona i Url (Vic, Osona, abril de 1921 – La Floresta, 25 de maig de 2013) va ser un guionista, escriptor, editor, periodista, autor teatral i cineasta català.

## Biografia
En els anys seixanta va escriure obres de teatre per la companyia teatral La Pipironda. Allà coneixeria Víctor Mora i Armonía Rodriguez que li van comentar la possibilitat d'entrar a treballar a Bruguera. L'any 1963 s'hi incorpora com a redactor i com a adjunt del Sr. González. A Bruguera escriurà guions, en supervisarà, farà de redactor de revistes (Ven y Ven, Suplemento de Historietas de El DDT, El Campeón de las Historietas, Bravo), en crearà de noves com Gran Pulgarcito i Mortadelo i serà l'adaptador de sèries franceses de còmic com Aquil·les Taló i Blueberry.
A la seva tornada de Mèxic (1978) a on tenia l'encàrrec de muntar una filial en aquell país de l'empresa, passa a realitzar més directament tasques d'editor. A iniciativa seva, Bruguera publica una edició en fascicles primer i en forma de llibre després de Tirant lo Blanc, el gran clàssic de la literatura medieval catalana-valenciana. El còmic tindria dibuixos de Jaume Marzal amb adaptació de Maria Aurèlia Capmany i guió d'Andreu Martín.
L'any 1983 deixaria l'editorial, continuaria amb els seus treballs com a cineasta i iniciaria una carrera literària.

## Filmografia director
- 1987 Material urbà (llarg). Amb els actors: Mónica Molina, David Sust, Joan Peris.
- 1981 Putapela (llarg). Amb els actors: Ovidi Montllor, Mireia Ros, Berta Cabré.
- 1981 Medi ambient (documental).
- 1976 Arri, arri (curt).
- 1973 Knock Out (curt)

## Llibres publicats
- Bayona: La Noia de la tricolor, Pagès, Lleida, 2003. Premi de Novel·la Curta de la Universitat de Lleida, 2002. ISBN 8497790480.
- Bayona: Persistència del mal, Montflorit, Cerdanyola del Vallès, 2012. ISBN 9788415057284